# Шевлягино (платформа)
Шевля́гино — остановочный пункт Казанского направления Московской железной дороги в одноимённой деревне городского округа Ликино-Дулёво Московской области.
Состоит из двух боковых пассажирских платформ. Переход пассажиров между платформами осуществляется по настилам через пути. Не оборудована турникетами.
Восточнее платформы — переезд через автодорогу, соединяющую дачный посёлок Шевлягино с Егорьевским шоссе.
Время движения от Казанского вокзала — около 1 часа 25 минут.